# Aleksander Oskierka
Aleksander Oskierka herbu Murdelio (ur. 1830 w Rudakowie, gubernia mińska, zm. 11 stycznia 1911 w Widzach, pow. jeziorski) – polski działacz narodowy i społeczny, powstaniec styczniowy, publicysta, ziemianin, zesłaniec.

## Życiorys
Urodził się w 1830 roku w majątku Rudakowo w guberni mińskiej. Syn podkomorzego rzeczyckiego Władysława i Jadwigi z Gieczewiczów. Po ukończeniu nauki w Wilnie studiował w Petersburgu, gdzie został absolwentem Petersburskiego Uniwersytetu Państwowego. Cztery lata służył w miejscowym pułku grenadierów. Uczestniczył w wojnie krymskiej i obronie brzegów Bałtyku. Służbę wojskową zakończył w randze porucznika. Osiadł w majątku Rajewszczyzna. W latach 1858–1859 był członkiem komitetu włościańskiego guberni mińskiej i delegatem do Głównej Komisji Włościańskiej w Petersburgu a później członkiem urzędu gubernialnego do spraw włościańskich w Wilnie. Dbał o polskie szkolnictwo, organizował wiejskie biblioteki, angażował się w działalność Wileńskiej Komisji Archeologicznej. Publikował artykuły o tematyce ekonomicznej w Kurierze Litewskim. Czynił starania o utworzenie Towarzystwa Kredytowego Ziemskiego na Litwie. Brał czynny udział w organizacji ziemiańskiej i działalności spiskowej. Był zwolennikiem pracy organicznej. Mimo negatywnego stosunku do zrywu zbrojnego przeciw zaborcy przystąpił do powstania. W 1863 roku wszedł do komitetu „białych” na Litwie, następnie został powołany do Wydziału Zarządzającego Prowincjami Litwy (powstańczego rządu na Litwie), gdzie odpowiadał za sprawy wojskowe. W skład Wydziału Zarządzającego Prowincjami Litwy wchodzili również: Jakub Gieysztor, Antoni Jeleński, Ignacy Łopaciński i Franciszek Dalewski.  W czasie powstania pełnił również funkcję powstańczego naczelnika miasta Wilna.
W czerwcu 1863 roku został skazany za działalność powstańczą na karę śmierci i konfiskatę majątku. W drodze łaski karę śmierci zamieniono na piętnaście lat zesłania. Karę odbywał w Usolu. Tam też ożenił się ze swoją kuzynką Teodozją Grabowską, która dobrowolnie przybyła na zesłanie do narzeczonego. Wraz z żoną odegrał tam ogromną rolę w jednoczeniu Polaków na zesłaniu. Dom Oskierków był otwarty dla wszystkich polskich wygnańców. Oskierka został wybrany na starostę zesłańców. Z Usola zostali przeniesieni do Irkucka a później do Solikamska.
W 1875 roku otrzymał pozwolenie na powrót do kraju. Zamieszkał w Warszawie, gdzie był redaktorem pisma Ateneum. W 1882 kupił na nazwisko żony plac w Nałęczowie i wybudował na nim drewnianą willę Podgórze, w której wynajmował pokoje gościom i spędzał okres letni z rodziną. Tam też zmarła jego żona Teodozja.
W 1882 roku wrócił na Litwę i zamieszkał w Wilnie, objął tam kierownictwo oddziału Warszawskiego Towarzystwa Ubezpieczeń od ognia. Miał syna (który zmarł w Irkucku) i trzy córki: Jadwigę, Zofię i Marię, u której mieszkał w ostatnich latach życia.
Zmarł 11 stycznia 1911 roku w Widzach. Jego pogrzeb był patriotyczną manifestacją społeczeństwa polskiego w Wilnie. Pochowany na cmentarzu Na Rossie w Wilnie.